# Trlja blatarica
Trlja blatarica (znanstveni naziv Mullus barbatus barbatus) morska je riba iz porodice trlja (Mullidae). U Hrvatskoj je još poznata pod imenom barbun, trilja, trlja od blata, ili batoglavac. Druga podvrsta trlje, M. b. ponticus živi samo u Crnom i Azovskom moru.

## Opis
Trlja blatarica nalik je na trlju kamenjarku. Glava joj je okomitija u odnosu na tijelo nego kod kamenjarke. Ima vretenasto tijelo, neposredno iza glave najdeblje, koje se sužava od glave prema repu. Ima dvije leđne peraje, dvije bočne uz škrge i jednu trbušnu uz rep. Rep joj je smeđe boje i pravilnog oblika,  a čine ga dvije podjednako velike peraje. Repni urez je manji nego kod kamenjarke. Trlja blatarica ima crvenkasta leđa s uzdužnom isprekidanom crvenkastom prugom i crvenim pjegicama preko bokova te sedefasto bijeli trbuh. Na podbratku ima dva duguljasta pipka kojima kopa po pijesku tražeći hranu. Može narasti do 0.5 kg težine i 30 cm dužine.

## Rasprostranjenost
Trlja blatarica nastanjuje obale istočnog Atlantika od obala zapadne Norveške, Engleskog kanala do Dakara uz Senegalske obale i Kanarskog otočja. Može je se naći i u Sjevernom moru ali je tamo ipak rijetka. Nastanjuje i Sredozemno te Crno more.
Trlja je raprostranjena diljem Jadrana. 

## Način života i ishrana
Blatarica kao i sve ostale trlje život provodi uz dno gdje pronalazi hranu. To su muljevita i muljevito pjeskovita dna daleko od obale i na dubini do 300 m. Trlja blatarica pomoću pipaka kopajući pronalazi crviće, račiće i manje ribe zakopane dublje u mulju ili pijesku. Zimi se blatarice drže dubine zbog hladnoće a ljeti zalaze u plićak. Kreću se u jatima od više jedinki kao i najsordnije im kamenjarke.

## Razmnožavanje
Trlja spolnu zrelost dostiže kad naraste od 0.2 do 0.4 kg. Ženke su nešto veće od mužjaka. Pare se u proljeće, a ikra se brzo izleže i živi nektonski na pučini.

## Gospodarska vrijednost
Trlja blatarica je omanja riba a zbog života u mulju manje je cijenjena od kamenjarke. Meso joj je najukusnije u ljetnim mjesecima i to od svibnja do rujna.

## Vanjske poveznice
- Riblje oko - Pretraživači pijeska[neaktivna poveznica]

|  | Zajednički poslužitelj ima još gradiva o temi Trlja blatarica |
|  | Wikivrste imaju podatke o taksonu Trlja blatarica             |